# Hanserezess
Hanserezess (auch Hanserecess) bezeichnet den Beschluss, der auf einem Hansetag von den Vertretern der Hansestädte vereinbart wurde. Der Ausdruck „Hanserezess“ wurde auch auf das Beschlussprotokoll über einen Hansetag übertragen.
Die auf den Hansetagen in den Jahren von 1356 bis 1669 gefassten Beschlüsse wurden jeweils in einem Beschlussprotokoll, dem „Hanserezess“ niedergeschrieben.
Für die hansische Geschichtsforschung ergibt sich hinsichtlich der Quellen das Problem, dass die Hanserezesse sowie die beigeordneten Schriftstücke nur bis einschließlich 1537 veröffentlicht sind.

## Etymologie
Das deutsche Wort Rezess ist abgeleitet vom lat. Stammverb cedere in der Bedeutung einhergehen, weichen, einräumen. Auf dieses Verb beziehen sich beispielsweise auch die Wörter Prozess und Rezession. Im eigentlichen Sinne von re-cedere ist ein Rezess demnach ein Rückzug und im auf das Recht übertragenen Sinne ein Vergleich.
Auch die Herkunft vom lat. Wort recessus wird genannt, das in Bezug auf einen Hansetag mit Abschied übersetzt wird.

## Form
Die Rezesse besaßen offiziellen Charakter, doch es sind keine Richtlinien oder Ordnungen über das Anfertigen eines Hanserezesses überliefert. Der Rezess wurde beim Abschluss eines Hansetages feierlich verlesen und dann in Kopien auf Pergament an die Teilnehmer und auswärtigen Mitglieder der Hanse verteilt. Abschriften gab es ebenfalls – auf deren Kosten – für die Hansekontore, sodass heute noch eine große Anzahl an Rezessen ausgestellt von der Stadt Lübeck als Vorort der Hanse in anderen städtischen Archiven liegt.
Weil die Hanse selbst jedoch keine rechtsfähige Körperschaft war und auch kein Siegel führte, bedurften die durch die Rezesse dokumentierten Beschlüsse anschließend noch der Bestätigung durch den jeweiligen Stadtrat der siegelführenden Mitgliedsstädte.

## Willensbildung
Die Leitung eines Hansetages übernahm der Bürgermeister der gastgebenden Stadt. Er erteilte den Ratssendboten das Wort, formulierte aus den Diskussionen eine konsensfähige Meinung und diktierte sie dem Ratsschreiber zur Aufnahme in den Rezess.
Die auf einem Hansetag versammelten Ratssendboten kannten keine Abstimmung nach Quoren, sondern die Willensbildungen erfolgten im Konsens. Die Willensbildung der Hansestädte erfolgte im Vertrauen auf den Sachverstand der Ratsendboten, die in jedem Fall eine optimale Regelung finden würden. Dabei sollte eine Identität der Partikularwillen im Gemeinwillen erreicht werden. In dieser Konsensfindung wurde ein Schweigen als Zustimmung gewertet.
Ein so gefundener Rezess wurde schließlich der Versammlung verlesen. Falls einzelne Ratssendboten dem Protokoll widersprachen, konnte es nochmals umgeschrieben werden. Es handelte sich also um ein Prinzip der (relativen) Einstimmigkeit, nicht ganz frei von unerkennbaren Mentalreservationen der Ratssendboten der Teilnehmerstädte und mit einem großen Spielraum an diplomatischer Verhandlungsmasse.
Das Schweigen als Zustimmung lebt im deutschen Handelsrecht in der Rechtsprechung zum Kaufmännischen Bestätigungsschreiben und im Gewährleistungsrecht des Handelskaufs des deutschen HGB bei der Rügelosen Abnahme als Element des Rechtsscheins fort.

## Dokumentation
Eine Dokumentation der Hanserezesse begann im Jahr 1870 zunächst die Historische Kommission bei der Bayerischen Akademie der Wissenschaften in München. Nach seiner Gründung 1871 übernahm der Hansische Geschichtsverein die Herausgabe der Hanserezesse in drei Abteilungen mit folgenden Bearbeitern:
1. Abteilung: Karl Koppmann (8 Bände)
2. Abteilung: Goswin von der Ropp (7 Bände)
3. Abteilung: Dietrich Schäfer (9 Bände).

Insgesamt sind 24 Bände von 1870 bis 1913 im Verlag Duncker & Humblot in Leipzig erschienen. Die Bände stehen beim Hansischen Geschichtsverein online als Digitalisat zur Verfügung.

## Weltdokumentenerbe
Die Rezesssammlungen der Hansetage 1369 bis 1517 in den Archiven von Köln, Bremen und Hamburg bilden eins der 17 Dokumente zur Geschichte der Hanse, die die UNESCO am 18. Mai 2023 in ihre Liste des Weltdokumentenerbes aufgenommen. Diese Dokumente bzw. teilweise auch Dokumentenkonvolute wurden zuvor auf einem vom Archiv der Hansestadt Lübeck initiierten internationalen Kongress ausgewählt und bei der UNESCO eingereicht. Hierbei handelt es sich um Zollbücher, Sitzungsprotokolle, Privilegien und Urkunden aus den Jahren 1192 bis 1547 aus sechs europäischen Staaten.